# Megachile ctenophora
Megachile ctenophora là một loài Hymenoptera trong họ Megachilidae. Loài này được Holmberg mô tả khoa học năm 1886.